# Пожарь (Ершичский район)
Пожарь — деревня в Ершичском районе Смоленской области России. Входит в состав Поселковского сельского поселения. Население — 11 жителей (2007 год), 4 жителей (2010 год), 2 жителей (2011 год), 0 жителей (2013 год).
Расположена в южной части области в 12 км к западу от Ершичей, в 20 км южнее автодороги А101 Москва — Варшава («Старая Польская» или «Варшавка»). В 16 км севернее деревни расположена железнодорожная станция Криволес на линии Рославль — Кричев.

## История
В годы Великой Отечественной войны деревня была оккупирована гитлеровскими войсками в августе 1941 года, освобождена в сентябре 1943 года.